# Emma Kete
Emma Kete (ur. 1 września 1987 w Auckland) – nowozelandzka piłkarka grająca na pozycji napastnika, zawodniczka reprezentacji Nowej Zelandii, w której zadebiutowała 4 lutego 2007 w meczu przeciwko Australii. Uczestniczka XXIX Igrzysk Olimpijskich w Pekinie (2008).